# Parabuthus kuanyamarum
Espèce
Parabuthus kuanyamarum est une espèce de scorpions de la famille des Buthidae.

## Distribution
Cette espèce se rencontre en Angola, en Zambie, au Zimbabwe, au Botswana, en Namibie et en Afrique du Sud,.

## Description
La femelle syntype mesure 42 mm.

## Étymologie
Cette espèce est nommée en l'honneur des Kuanyamas.

## Publication originale
- Monard, 1937 : « Scorpions, Solifuges et Opilions d'Angola. » Revue Suisse de Zoologie, vol. 44, no 13, p. 251-270 (texte intégral).